# Taygeta
Coordenadas:  03h 45m 12.49578s, +24° 28′ 02.2097″
19 Tauri (Taÿgete, q Tauri) é uma estrela na direção da Taurus. Possui uma ascensão reta de 03h 45m 12.48s e uma declinação de +24° 28′ 02.6″. Sua magnitude aparente é igual a 4.30. Considerando sua distância de 373 anos-luz em relação à Terra, sua magnitude absoluta é igual a −0.99. Pertence à classe espectral B6V. Possui  planetas confirmados. É membro das Plêiades.